# Eric Moreland
Eric Moreland (Houston, Texas, 24 de diciembre de 1991) es un jugador de baloncesto estadounidense que pertenece a la plantilla de los Liaoning Flying Leopards de la Chinese Basketball Association. También jugó baloncesto universitario para los Beavers de la Universidad Estatal de Oregón.

## Trayectoria deportiva

### Instituto
Moreland asistió al instituto "Hightower High School" en Missouri City, Texas. En su última temporada como "sénior", promedió 10 puntos, ocho rebotes y dos tapones por partido. Después de su graduación del instituto Hightower en enero de 2010, Moreland se matriculó en el "Ocean Academy" en Bayville, Nueva Jersey, por un semestre donde promedió 15,5 puntos y 2,6 tapones por partido.
Aunque originalmente fue reclutado por Oregon State, Moreland firmó con UTEP en enero de 2010 tras su graduación desde el instituto Hightower en Missouri City, Texas. Sin embargo, tras el despido del entrenador de la UTEP Tony Barbee en marzo de 2010, Moreland fue liberado de su beca y firmó con Oregon State en mayo de 2010.

### Universidad
Moreland jugó cuatro partidos en 2010-11 antes de sufrir una lesión en el hombro izquierdo contra Colorado el 4 de diciembre de 2010 que requirió cirugía, por la cual no pudo jugar el resto de la temporada. El 4 de agosto de 2011, se le concedió una opción médica, la cual le permite retener sus cuatro años de elegibilidad universitaria.
En la temporada 2011-12, Moreland jugó en los 36 partidos y 17 como titular. Lideró la Pacific-12 en tapones, el primer jugador de Oregon State en liderar la conferencia en esa categoría desde Nick DeWitz en 2005-06. Además, rompió el récord de tapones en una temporada de Oregon State con 69 tapones, el cual estaba en poder de Scott Haskin (68 en 1991-92) y rompió el récord de tapones por un freshman en Oregon State, el cual estaba establecido por Devon Collier en la temporada anterior con 23. En 36 partidos, promedió 5,2 puntos, 6,8 rebotes y 1,9 tapones en 20,5 minutos por partido.
En la temporada 2012-13, Moreland recibió la mención honorable en el mejor quinteto defensivo de la Pacific-12. También fue nombrado jugador de la semana del 24 de diciembre de 2012, después de registrar dos dobles-dobles con un promedio de 17,0 puntos y 11,5 rebotes por partido en las victorias contra Howard y San Diego. En 29 partidos (22 como titular), promedió 9,4 puntos, 10,6 rebotes, 1,6 asistencias y 2,5 tapones en 30,7 minutos por partido.
En la temporada 2013-14, Moreland jugó solo 20 partidos después de que fue suspendido por los primeros 12 partidos por una violación de las reglas del equipo. Luego pasó a ganar una mención honorable en el mejor quinteto defensivo de la Pacific-12 por segunda vez consecutiva después de que se convirtió en apenas el tercer jugador de la historia de Oregon State en promediar dobles dígitos en rebotes en varias temporadas. En 20 partidos (19 como titular), promedió 8,9 puntos, 10,3 rebotes, 1,4 asistencias y 2,0 tapones en 29,4 minutos por partido.
El 12 de abril de 2014, Moreland declaró su elegibilidad para el draft de la NBA, renunciando a su último año universitario. Terminó su carrera en Oregon State como el líder de todos los tiempos en tiros taponados (184) y promedio de tapones (2,07), y el quinto de todos los tiempos en rebotes (762) y sexto en promedio de rebotes (8,6).

### Profesional
Después de no ser elegido en el Draft de la NBA de 2014, se unió a los Sacramento Kings para disputar la NBA Summer League. En la liga de verano, Moreland hizo un buen trabajo defensivo después de promediar 8,8 rebotes y 2,7 tapones, además añadió a su actuación 3,5 puntos por partido. El 30 de julio de 2014, firmó un contrato para jugar con los Kings.
El 26 de septiembre de 2016 fichó por los Cleveland Cavaliers, pero fue despedido el 3 de octubre. El 1 de noviembre fichó por los Canton Charge de la NBA D-League como jugador afiliado de los Cavs.
El 6 de junio de 2017 fichó por los Detroit Pistons.
El 13 de junio de 2019, con Toronto Raptors, se proclamó campeón de la NBA.
El 27 de noviembre de 2021, firmó por los Liaoning Flying Leopards de la Chinese Basketball Association.

## Estadísticas de su carrera en la NBA
|  | Denota temporadas en la que ganó un campeonato de la NBA |

### Temporada regular
| Año     | Equipo     | PJ | PT | MPP  | %TC   | %3P   | %TL  | RPP | APP | ROB | TPP | PPP |
| ------- | ---------- | -- | -- | ---- | ----- | ----- | ---- | --- | --- | --- | --- | --- |
| 2014-15 | Sacramento | 3  | 0  | .7   | 1.000 | .000  | .000 | .3  | .0  | .0  | .0  | .7  |
| 2015-16 | Sacramento | 8  | 0  | 6.0  | .500  | .000  | .500 | 1.4 | .1  | .0  | .5  | 1.0 |
| 2017-18 | Detroit    | 67 | 3  | 12.0 | .541  | .000  | .379 | 4.1 | 1.2 | .5  | .8  | 2.1 |
| 2018-19 | Phoenix    | 1  | 0  | 5.0  | .000  | .000  | .000 | 3.0 | .0  | .0  | .0  | .0  |
| 2018-19 | Toronto    | 4  | 0  | 9.5  | .429  | 1.000 | .000 | 4.3 | 1.0 | .3  | .3  | 1.8 |
| Total   | Total      | 83 | 3  | 10.8 | .537  | 1.000 | .394 | 3.7 | 1.0 | .4  | .7  | 1.9 |

### Playoffs
| Año   | Equipo  | PJ | PT | MPP | %TC  | %3P | %TL  | RPP | APP | ROB | TPP | PPP |
| ----- | ------- | -- | -- | --- | ---- | --- | ---- | --- | --- | --- | --- | --- |
| 2019  | Toronto | 8  | 0  | 3.5 | .500 | -   | .500 | 1.6 | .4  | .0  | .0  | .3  |
| Total | Total   | 8  | 0  | 3.5 | .500 | -   | .500 | 1.6 | .4  | .0  | .0  | .3ç |